# Henning Ipsen
(Carlo) Henning Ipsen (16. april 1930 i Klemensker – 26. marts 1984 i Hasle var en dansk forfatter, der bl.a. har skrevet novellen "Kikkerne" samt oversat adskillige udenlandske bøger til dansk. Han har desuden været anmelder.
Henning Ipsen blev født i Klemensker på Bornholm, og efter lærereksamen underviste han i nogle år, inden han debuterede som forfatter i 1956 med novellesamlingen "De tavse huse". Han skrev en lang række prosabøger samt radio- og TV-dramatik (Regnvejr og ingen penge). Det meste af hans digtning foregår i et realistisk beskrevet samtidsmiljø, ofte på hans fødeø Bornholm. Kampen for at frigøre sig fra sit miljø og dermed fra sine sociale og psykiske begrænsninger er et centralt motiv i Ipsens forfatterskab. Det er naturligt at skildre denne kamp indefra, så den opleves med hovedpersonens sanser og ud fra hans forudsætninger. Dette var også Ipsens sædvanlige fremstillingsprincip, men i titelnovellen og flere andre steder i novellesamlingen "Kikkerne" (1963) har han fraveget princippet. Her skildres personerne udefra, så deres fordomme og begrænsninger afsløres ubarmhjertigt, uden at man ser, hvor de har fået dem fra, eller hvad de eventuelt har gjort for at overvinde dem. Fremstillingen er entydigt satirisk, og satirens mål er en ganske bestemt holdning til tilværelsen: tilskuerens holdning.
Samme teknik brugte han også i
Det herrens år (1958)
Skrænten ved havet (1959)
Ulla, min Ulla (1961)
Midt i september (1962)
Orinoco (1965)
Hr. Gærliks korte besøg (1969) (Ordspil Gærlik - kærlig)
David Bismers forvirrede ungdom (1976).
Henning Ipsen var allerede i sin seminarietid i Skårup meget gode venner med maleren Oluf Høst. Det fortæller han om i Tommelfingre (privattryk 1972). Høst fik mange af Ipsens bøger med dedikation. Høst tegnede omslag til flere af dem.
En samling af Oluf Høsts overdådigt illustrerede breve til Henning Ipsen var udbudt hos Bruun Rasmussen i september 2018, men udgik. Brevene blev doneret til Bornholms Museer.